# Osage Beach
Osage Beach is een plaats (city) in de Amerikaanse staat Missouri, en valt bestuurlijk gezien onder Camden County en Miller County.

## Demografie
Bij de volkstelling in 2000 werd het aantal inwoners vastgesteld op 3662.
In 2006 is het aantal inwoners door het United States Census Bureau geschat op 4454, een stijging van 792 (21,6%).

## Geografie
Volgens het United States Census Bureau beslaat de plaats een oppervlakte van
26,1 km², waarvan 24,3 km² land en 1,8 km² water.

## Plaatsen in de nabije omgeving
De onderstaande figuur toont nabijgelegen plaatsen in een straal van 12 km rond Osage Beach.